# L'Anunciació (Toledo, Ohio)
L'Anunciació a la Verge, actualment al Toledo Museum of Art, Toledo (Ohio) és una obra d'El Greco amb participació del seu taller. Aquest llenç va ser el prototipus per a diverses altres obres d'aquest artista i del seu obrador.

## Tema
L'Anunciació és un episodi que relata l'aparició de l'arcàngel Gabriel per tal d'anunciar a la Verge Maria que seria mare de Jesús per obra de l'Esperit Sant. Aquest episodi només està referit a l'Evangeli segons Lluc (Lc.1:26-38) ［Lc 1:26-38］

## Anàlisi
Oli sobre llenç; 128 x 84 cm.; 1600-1605; Toledo Museum of Art; Toledo (Ohio); Estats Units d'Amèrica.
Segons Harold Wethey, El Greco segurament va pintar el magnífic àngel, però la figura de la Verge Maria deu ser obra d'un ajudant. Aquest llenç està excessivament netejat, de forma que la emprimació apareix en algunes parts, com en el reclinatori, la cistella i el florer. Les il·lustracions d'aquest llenç fetes al segle xix mostraven uns plecs espuris a la faldilla de la Verge, que van ser posteriorment eliminats.
A principis del 1600, El Greco va crear un nou tipus d'Anunciació, del qual aquest llenç sembla que n'és el prototipus. Aquestes noves Anunciacions són similars a les tres Anunciacions etapa italiana, però amb diferències remarcables:
- Es caracteritzen pel seu dinamisme i la simplificació dels elements figuratius, cercant llur essència.
- El Greco es concentra en les figures, de manera que la Verge apareix en primer pla i l'Arcàngel Gabriel està molt proper seu.
- El Greco profunditza en la caracterització psicológica de l'esdeveniment.
- No hi ha indicacions ambientals a part del reclinatori, perquè la cistella i el florer són elements simbòlics.
- Són de mida mitjana, i amb major o menor intervenció de l'obrador del mestre cretenc.

La Verge es gira sorpresa vers Gabriel, qui irromp a l'escena vertiginosament, ja que té les seves ales enlaire, i tant els plecs de les mànigues com els de la túnica aixecats. La figura en retrocés de la Verge i el moviment de l'arcàngel produeixen una sensació de dinamisme que tradueix molt bé l'agitació espiritual dels dos protagonistes.

## Procedència
- Probablement procedeix de J.Ortiz de Pinedo, Madrid.
- Marqués de Corvera, Madrid.
- S. Baron, París (1908)
- Durand Ruel, París (1908-1928)
- Ralph M. Coe, Cleveland (1928-1951)
- adquirit pel Toledo Museum of Art l'any 1951.